# Маматов, Канатбек Мурзаевич
Канатбек Мурзаевич Маматов (род. 1974, Ошская область) — киргизский футболист, нападающий, футбольный функционер.

## Биография
В высшей лиге Кыргызстана начал выступать в 1995 году в составе ошского «Динамо», затем играл за объединённый клуб «Динамо-Алай». В 1998 году играл за клубы южной зоны высшей лиги «Алдиер» и «СКА-Алай» (Гульча) и на первом этапе чемпионата забил 17 голов, став одним из лучших бомбардиров южной зоны. Однако затем приостановил футбольную карьеру из-за службы в армии и повышения образования. В начале 2000-х годов учился в Индии по специальности «общественное управление» и одновременно играл в футбол за местные клубы ХАЛ и ИТИ (Бангалор). В 2003 году сыграл несколько матчей за «Жаштык-Ак-Алтын» (ставший чемпионом страны) и «Алай», после чего завершил игровую карьеру.
С 2003 года работал на различных государственных и общественных должностях и в бизнесе.
С 2014 года — президент Федерации футзала (мини-футбола) Кыргызстана, одновременно с 2016 года — вице-президент Федерации футбола. В феврале 2019 года избран президентом Федерации футбола страны.